# 30-е годы
30-е (тридца́тые) го́ды по юлианскому календарю — промежуток времени с 1 января 30 года по 31 декабря 39 года, включающий 30 год 3-го десятилетия   и с 31 по 39 годы    4-го десятилетия I века 1-го тысячелетия.  Они закончились 1986 лет назад.

## Важнейшие события
- Начало 30-х — женитьба тетрарха Ирода Филиппа (сводного брата Ирода) на Саломее[1].
- Первая половина 30-х — Испания и Сирия остаются без консульских легатов, Армению захватили парфяне, Мёзию — дакийцы и сарматы, Галлию опустошали германцы.
- Александрийский погром (38 год).
- Конец 30-х — женитьба Аристобула, правителя Малой Армении, на Саломее.
- 3-летняя проповедь Иисуса Христа среди жителей древнего Израиля.
- Смертная казнь через Распятие Иисуса Христа — основателя и главного персонажа христианства.

## Важнейшие личности
- Иисус Христос — по христианским традициям одновременно Бог и человек, Спаситель человечества.